# Keresztelő Szent János-templom (Marosvásárhely)
A marosvásárhelyi Keresztelő Szent János plébániatemplom a város, illetve a térség legnagyobb római katolikus temploma. A Főtér keleti részén áll; a belváros jellegzetes, egykoron meghatározó barokk épülete. Építését a jezsuiták szorgalmazták a 18. században. Alapkövét 1728-ban tették le, felszentelése 1750-ben történt, de berendezése csak 1757-re készült el teljesen, az építkezések pedig egészen 1764-ig tartottak.
A zárt megjelenésű, három tengelyes főhomlokzat letisztult tagolással rendelkezik, meghatározó eleme a magas, barokk sisakos toronypár, közöttük IHS monogramot hordozó volutás oromfallal. Belterének legkiemelkedőbb része a monumentális méretű, a szentély lezárásának teljes felületét kitöltő főoltár, amelyet 1755-ben készített a század két legtehetségesebb művésze, a kolozsvári jezsuita templomban is dolgozó Anton Schuchbauer és Johannes Nachtigall.

## Története

### A katolikus élet újjászervezése
A középkorban tisztán katolikus Marosvásárhely a 16. század közepén, a reformáció alkalmával protestánssá vált, és először az evangélikus, majd nemsokára a református hit (kálvinizmus) hódított teret és vált uralkodóvá. A templomokat, így a Vártemplomot is a reformátusoknak ítélték, a városban pedig csak néhány katolikus család maradt, és ők is csak korlátozások között élhettek, a misézést nem engedélyezték.
1690-ben Erdély függetlensége megszűnt és Habsburg-tartomány lett, az új államhatalom pedig a római katolikus egyházat támogatta, és a Diploma Leopoldinum értelmében a kálvinizmus kiváltságos helyzete és a katolicizmus hátrányos megkülönböztetése megszűnt. A katolikus egyház hatósági támogatást élvezett, és a rendelkezések biztosították, hogy a marosvásárhelyi tanács tagjainak fele református, a másik fele pedig katolikus legyen. Emellett a bírói hivatal élén két éven keresztül református, majd két évig katolikus vezető állt.
Az egyházi élet újjászervezése Székely Zsigmond lelkész nevéhez köthető, aki összegyűjtötte a pásztortalan híveket és 1702-ben átadta őket a városba érkező Endes István jezsuita páternek, akit Kapi Gábor rendfőnök küldött. Templom híján kezdetben magánházakban miséztek (gróf Kornis Zsigmond házában, Boér Simon házában, a Makariás-házban), majd a Nagy Szabó Ferenc-ház udvarán egy kis kápolnát építettek, ahol II. Rákóczi Ferenc 1707-ben letette fejedelmi esküjét. 1707-ben a jezsuiták megpróbálkoztak a Vártemplom visszaszerzésével a katolikus egyház számára, a hatóságok segítségével kápolnáját le is foglalták 1709-es karácsonyi miséjükhöz, azonban a bécsi udvar rossz szemel nézte az erőszakos terjeszkedést és visszaítélte az egész épületet a reformátusoknak. A katolikus püspökség visszaállítását sem sikerült elérni.

### A templom felépítése
Már 1702-ben a jezsuiták rendelkezésére bocsátották a Nagy Szabó Ferenc által 1623-ban épített házat, amelyet 1719-ben meg is vásároltak és kolostorrá alakítottak. A mellette levő, Boér Judit (Kereszturi marosszéki főkirálybíró felesége) által adományozott telken 1720-ban egy fiú-lány vegyes iskola építésébe kezdtek, majd ezt 1728-ban le is bontották, mivel templom építése mellett döntöttek. A Boér- és a Nagy Szabó-telek mellé egy harmadik telket is vásároltak 1727-ben a Lugosi családtól. Az építkezéshez megszerezték a középkori Szent Miklós-templom falainak romjait (a sekrestye falában látható egy három alakot ábrázoló domborműves régi kő), továbbá az elpusztult nyárádtői templom köveit.
A Keresztelő Szent János templom, a mai plébánia alapkövét 1728-ban tették le „... per aedilim charissimum Fratrem Valentinum Scherzer S. I. Religiosum et murariorum Magistrum D. Conradum Hammer”, vagyis tervezője Valentinus Scherzer jezsuita páter volt, társa pedig a kolozsvári Conrad Hammer. 1730-ban az egyik torony már öt öl (közel tíz méter) magas volt. A munkálatokat lassította az igen nagy költségekkel járó száz férőhelyes kriptasor kiépítése a templom alatt, ahova 1732-ben Baranyai Máriát és férjét, Orbán Simont temették, akik a század elején szállást adtak a Marosvásárhelyre települt jezsuitáknak. A templomot 1750-ben szentelte fel báró Sztojka Zsigmond Antal püspök, de berendezése (orgonáját kivéve) csak az 1750-es évek második felére készült el, az építkezések pedig egészen 1764-ig tartottak (ezt egy felirat is megerősíti).
A jezsuiták nemcsak a lelkigondozást, hanem az oktatást is szívügyüknek tekintették. A tanítást már 1702-ben elkezdték, 1708-tól tanítót fogadtak, 1732-ben pedig megvették a Lábas-ház elődjét, amelyet később kibővítettek és hatosztályos, majd a 19. században nyolcosztályos fiúgimnáziummá emelték. A jezsuita rend 1773-as feloszlatása után iskoláit az Erdélyi Római Katolikus Státus vette át. 1832–1835 között a plébánia udvarán új épületet emeltek, amely a szemináriumnak adott helyet. 1908-ban a katolikus oktatás Klastrom utcai új épületbe költözött, utódja a 21. században újjáalakult Római Katolikus Teológiai Líceum.
A jezsuiták nevéhez köthető a marosvásárhelyi katolikus temető, a Nepomuki-kápolna, keresztút és több városi kereszt.

### Az egyház a 20. században
A Keresztelő Szent János templom mai formáját az 1933–1935-ös felújítás során nyerte el, amikor egy kis kereszthajót is beiktattak. A restaurálást a román hatalom támogatta, hogy az új ortodox katedrális felavatásakor a környező épületek is makulátlanul nézzenek ki. További felújítások voltak 1960-ban, 1963-ban, 1998–1999-ben. 1973-ban egy emeletes szárnyat építettek a plébánia keleti részéhez, 1983-ban ugyancsak egy épületet a templom keleti oldalán (tantermek), majd később a (Deus Providebit) katolikus tanulmányi házat az udvaron.
A kommunista rendszerrel borús időszak köszöntött a plébániára. A katolikus püspökségeket (egy kivételével) és szerzetesrendeket feloszlatták, Márton Áron püspököt, munkatársait és helynökeit bebörtönözték. A hatóságok az egyházat „behódoltatták”, és a marosvásárhelyi plébániát is meg akarták hódítani, élére a hatalommal együttműködő papot helyezve (lásd: Marosvásárhelyi értekezlet); ez 1953-ban sikerült is, azonban 1956-ban a püspökség visszaszerezte. A kommunisták minden lehető módon igyekeztek ellehetetleníteni a plébánia működését: az állami segélyt megvonták, a bankszámlát letiltották, az adományt beszedők munkáját gátolták, a hittanórákra járókat megfélemlítették. Enyhülés csak az 1989-es rendszerváltás után következett. A plébániaépület adott helyet a kommunista hatalom által kilakoltatott, száműzött embereknek: grófok, birtokosok, bankárok, az új rendszer egyéb „ellenségei”.
1989 után a plébánián hitoktató-képzőt és kántortanító főiskolát létesítettek; újraindult a cserkészet. 2000 júniusában a templombúcsú és a templom újraszentelése alkalmából a Deus Providebit ház udvarán felavatták Márton Áron mártír püspök mellszobrát, Izsák Márton alkotását. 2002-ben létesült a plébánia Egyházművészeti Múzeuma Csató Béla főesperes és Márton Judit műemlékvédő szakmérnök kezdeményezésének köszönhetően. A festményekből, ötvösművekből, szobrokból, liturgikus könyvekből és tárgyakból álló, a templom északi oldalkarzatán elrendezett kiállítás 2005-től látogatható. 2013-ban emléktáblát avattak Léstyán Ferenc tiszteletére, aki 37 évig vezette a plébániát.

## Leírása

### A templomépület

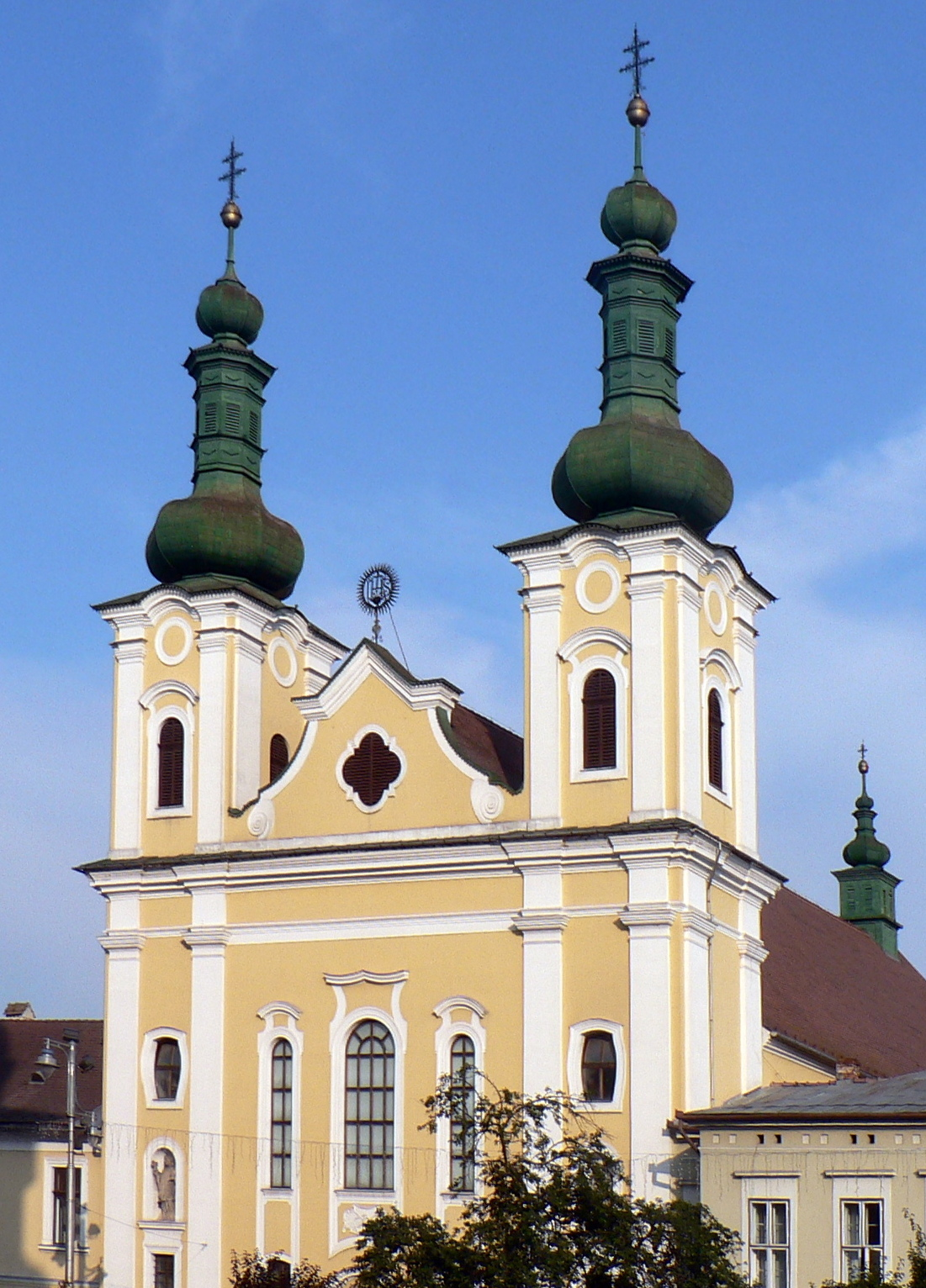
A főhomlokzat

A keletelt templom a Főtér keleti sarkán, a 60. szám alatt áll. A 18. században még csak földszintes házak vették körül, így sokkal monumentálisabbnak hatott, és a Nagypiac képének meghatározó eleme volt.
Az épületet a jezsuiták által kedvelt kialakítás és barokk díszítés jellemzi; Conrad Hammer építésznek köszönhetően tervrajza hasonló a kolozsvári jezsuita plébániáéhoz, és mind az alaprajz, mind a díszítés tekintetében a később épült erdélyi katolikus templomok mintája lett. A zárt megjelenésű főhomlokzat letisztult tagolással rendelkezik; meghatározó eleme a bécsi jezsuita templomra is jellemző toronypár, közöttük IHS monogramot hordozó volutás oromfallal. A homlokzat három tengelyes, a tornyok vonalát követő toszkánfejezetes pilaszterek osztják két keskenyebb szélső és egy széles központi tengelyre. Vízszintes tagolása a római Il Gesùt idézi, ugyanakkor jellemző az erdélyi barokk templomok kiképzésére.
A központi részt három nagy méretű áttetsző, egyszerű ablak uralja, melyek közül a legnagyobb a középső, kötényében stukkóval kialakított, horgony és kereszt metszéspontjába helyezett Jézus-szívvel. Alatta helyezkedik el a díszes, fából faragott főbejárat ajtaja, oroszlánfejjel és a jezsuiták címerével. Az oldalajtók fölötti, a homlokzat kisebb ablakai közé illeszkedő fülkék szobrai a rend két jelentős személyiségét, Loyolai Szent Ignácot és Xavéri Szent Ferencet ábrázolják. A bal oldalajtó a szélfogóba vezet, a jobboldali a szimmetria kedvéért készült, a befalazott nyílás mögött a karzatra vezető lépcső van.
Az oldalhomlokzatok hasonló barokk stílusban készültek. A tornyokat toszkánfejezetes pilaszterek szegélyezik, közöttük félköríves záródású ablakokkal, felettük kör alakú keretekkel. A barokk bádog toronysisakok többszörösen íveltek. A szentély fölött egy huszártorony áll, amely hasonló kiképzésű.

### Beltere, berendezése
Egyhajós, zártsorú templom; a hajó és a szentély egyforma széles, és fiókos dongaboltozat fedi. A szentély egyenes záródású, innen nyílik a sekrestye és a kápolna, fölöttük pedig imaterem van. A hajóból két oldalt három-három oldalkápolna nyílik, fölöttük oldalkarzatok húzódnak. A nyugati orgonakarzaton volt az 1762-ben Monus Tamás által adományozott orgona; jelenleg egy újabb 1869-ben készült hangszer áll. Az alatta levő bejárati térséget hármas nyílású boltív választja el a hajó többi részétől.
A belső tér legkiemelkedőbb része a monumentális méretű, a szentély lezárásának teljes felületét kitöltő főoltár. Ezt 1755-ben készítette gróf Haller János és Daniel Zsófia megrendelésére a század két legtehetségesebb művésze, a kolozsvári jezsuita templomban is dolgozó Anton Schuchbauer és Johannes Nachtigall. A felépítményt négy kompozit fejezetes, a boltozatig emelkedő oszlop osztja fel; a bal oldali (északi) regiszterben az Ószövetséghez, a jobb oldaliban az Újszövetséghez kapcsolódó szobrok állnak. Középen a templom védőszentjét, Keresztelő Szent Jánost ábrázoló közel kilenc négyzetméteres olajfestmény van (feltételezések szerint Michel Angelo Unterberger munkája), fölötte a Haller és aDaniel család címere, alatta pedig egy kisebb méretű Mária-ikon. Az ikon a liliomot tartó Máriát a kis Jézussal ábrázolja, amint Jézus földgömbön állva lándzsával leszúrja a Gonoszt. Az ikon alatt díszes tabernákulum van, az architektúrát pedig dinamikus vonalvezetésű párkány zárja.
Az oldalkápolnákban összesen hat mellékoltár van, melyek festményeit szintén Unterbergernek tulajdonítják. Az északi oldal oltárainak képei, a szentély felől indulva Szent Lászlót, Szent Józsefet, Páduai Szent Antalt ábrázolják, a déli oldaléi pedig Vajk megkeresztelkedését, Mária Magdolnát, és Nepomuki Szent Jánost. Kiemelkedő alkotás az 1757-ből származó barokk szószék is, melyet szintén Schuchbauer és Nachtigall készített Bethlen Miklós és Csáky Krisztina megrendelésére. A mellvédet a négy evangélista szobrai és attribútumaik díszítik, a szószékkorona szobrai közül pedig a győzedelmes Szent Mihály alakja emelkedik ki.
A beltér a 18. században puritánabb volt, fehérre meszelt falakkal; 1900-ban Szirmai Antal barokk hatású festményekkel díszítette a mennyezetet. A szentély boltozatán Paolo Veronese Királyok imádása festményének másolata látható, továbbá Szent Ambrus, Szent Ágoston, I. Gergely pápa, Szent Jeromos. A hajó boltozata Mária mennybevételét ábrázolja, ezen kívül Szent Erzsébetet és Szent Margitot. Az oldalkápolnák ólomberakásos festett ablakai is ebből az időszakból származnak, 1898-ban készítette a Türcke & Co. cég, témáik Szent László, Magyarok Nagyasszonya, III. Tiridát megkeresztelése, Jézus megkeresztelése. Az oratórium felett is találhatóak ilyen díszes ablakok, ezek Jézust, a szeplőtlen fogantatást, és Péter és Pál apostolokat ábrázolják.

### A kripta
A templom északi mellékoltára alatti nagyméretű kriptába 1732-ben kezdtek temetkezni, és 1903-ban zárták le, ugyanis ekkor olyan rendeletet hoztak, amely közegészségügyi okokra hivatkozva megtiltotta a temetkezést a templomok körül és azok kriptáiban. Csak a 21. század elején fedezték fel a templom felújítási munkálatai során, és 2011-ben kezdtek hozzá a latin és magyar sírfeliratok feldolgozásához. A kriptában hosszában temetkeztek, és csak az alsó fele foglalt; 61 azonosítható sírhelyből 35-ről állítható biztosan, hogy temetkezési helyül használták.
A fülkékben nem csak jezsuita páterek és egyéb egyházi személyek nyugszanak. Egyes polgárokat tiszteletből, a városnak tett szolgálataiért temettek ide; más sírhelyeket pedig gazdag családoknak adtak el, hogy finanszírozzák a rend működését. Számos örmény kereskedő nyugszik itt, az egyik legjelentősebb közülük II. Csiky Márton (1750–1828), aki a város leggazdagabb polgára volt. Itt van eltemetve báró kőrispataki Kálnoky Domokos (†1732), Baranyai Mária (aki szállást adott a visszatelepülő jezsuitáknak), és Apostol György (a város kiemelkedő jezsuitája, aki a rend feloszlatása után is a városban maradt és plébános lett).

### A plébániaépület
A plébánia épülete a templom mellett elhelyezkedő, a Főtér és a Petőfi tér sarkán álló, építtetője által Nagy Szabó Ferenc-házként ismert épület. 1623-ban épült, a város egyik legrégebbről fennmaradt háza, egykoron a Főtér dísze. 1707-ben II. Rákóczi Ferenc adott itt fogadást, 1719-ben pedig megvásárolták a jezsuiták és itt rendezték be a kolostort és plébániát. Kétszintes, szabálytalan L alaprajzú épület; eredetileg késő gótikus stílusban épült, később főpárkánya, ablakkeretei, földszinti nyílásai barokk jegyeket nyertek. Különlegessége a kiugró, konzolos köralaprajzú zárt sarokerkély. 1993-ban visszaállították barokk homlokzatát.

## Képek

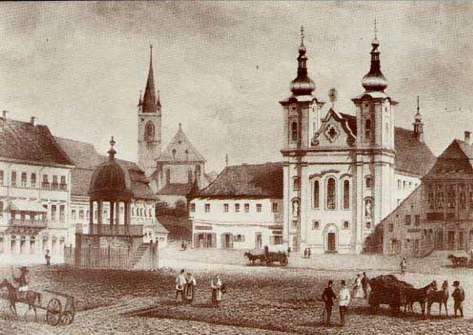
A 19. században
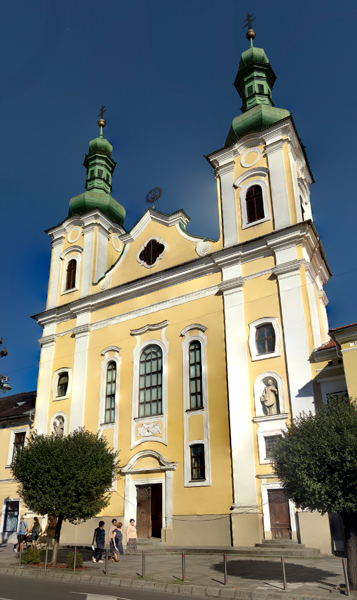
A 21. században
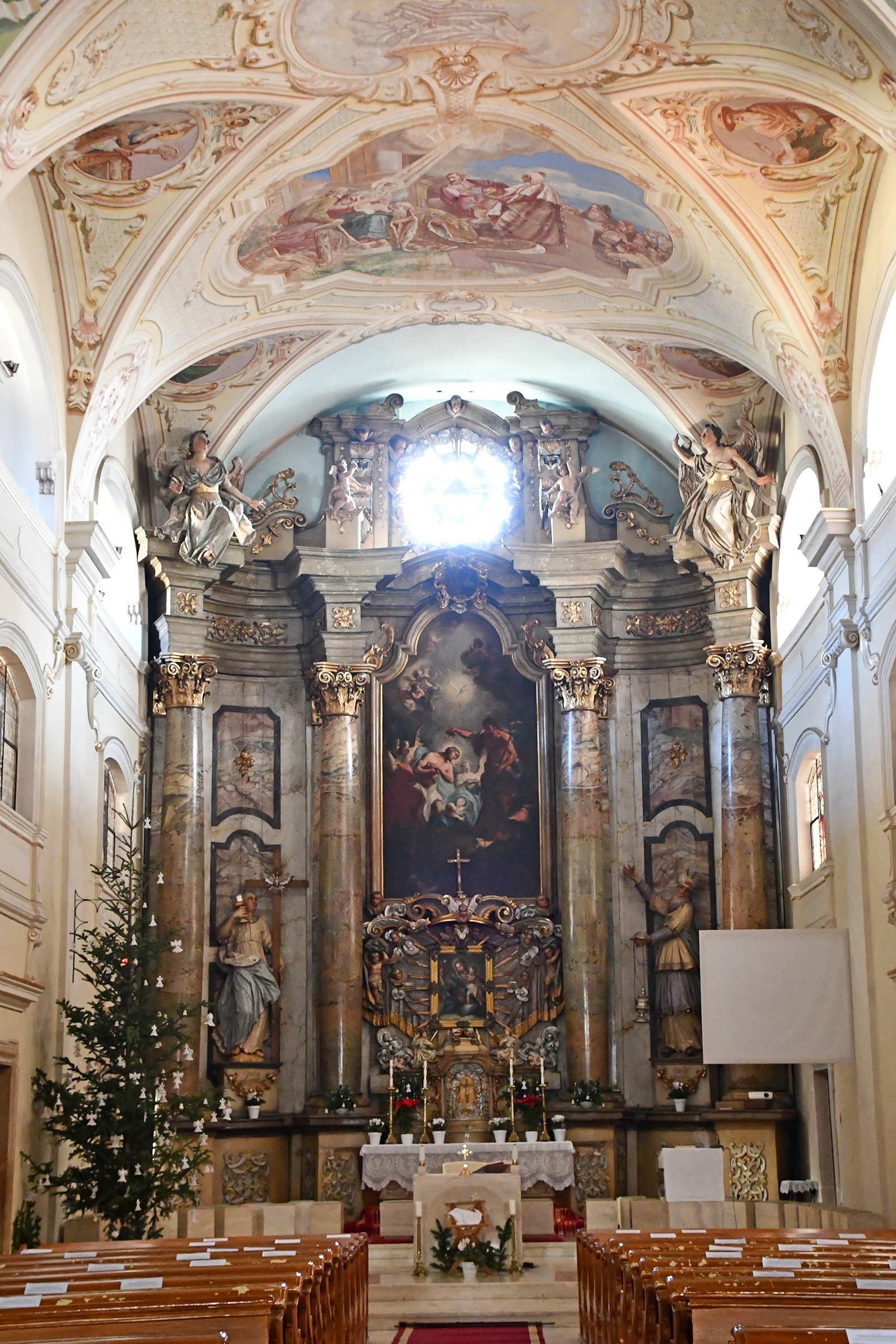
Beltér a barokk főoltárral
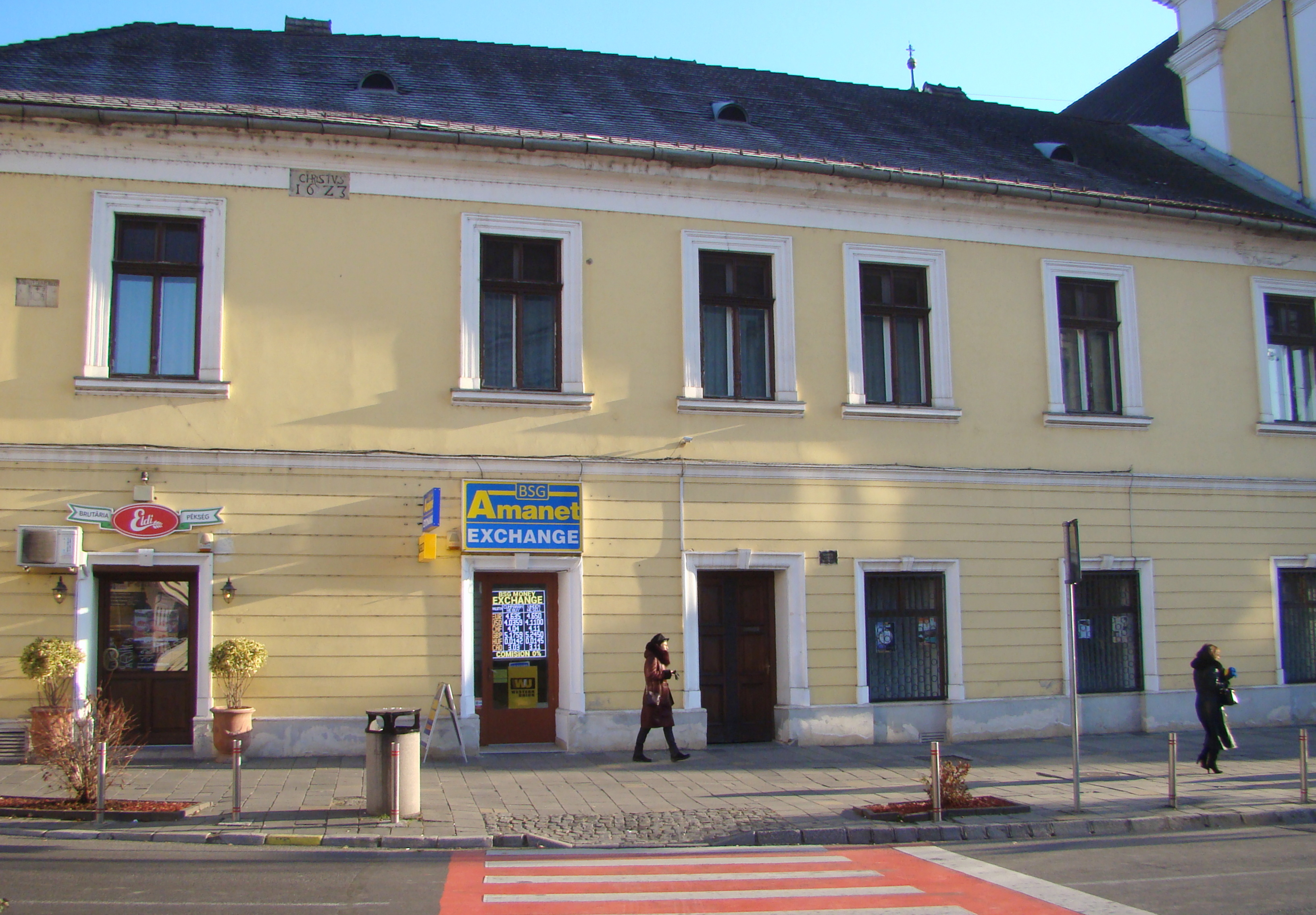
A plébániaépület (Nagy Szabó Ferenc-ház)